# 니콜라 밀렌코비치
니콜라 밀렌코비치(세르비아어: Никола Миленковић, 영어: Nikola Milenković, 1997년 10월 12일, ~ )는 세르비아의 축구 선수이다. 그의 포지션은 수비수로, 현재 잉글랜드 프리미어리그의 노팅엄 포리스트에서 활약하고 있다.

## 국제 경력
밀렌코비치는 2016년 9월 29일 카타르과의 친선 경기에서 발탁된 세르비아 대표팀 데뷔를 3-0으로 패배하면서 했다.
2018년 6월, 세르비아 대표팀 감독 믈라덴 크르스타이치은 밀렌코비치를 2018 월드컵 최종 23명 대표팀에 포함시켰다. 그는 그룹 리그의 모든 세 경기에 출전했다.
2022년 11월, 그는 카타르에서 열리는 2022년 FIFA 월드컵을 위한 세르비아 대표팀 명단에 선발되었다. 그는 그룹 리그의 모든 세 경기에 출전했으며, 브라질, 카메룬, 그리고 스위스를 상대로 출전했다. 세르비아는 그룹에서 4위로 마침내라 마침내 탈락했다.